# Estação Brás de Pina
Brás de Pina é uma estação de trem do Rio de Janeiro.
A estação possui 2 acessos: um pela Rua Itabira e outra pela Rua Jorge Coelho. Fica em frente ao Supermercado Vianense, a sede da Igreja Universal do Reino de Deus em Brás de Pina e próximo a Paróquia de Santa Cecília.

## História
Foi inaugurada em 1886. É uma das estações de trens metropolitanos operados pela Supervia. Pertence ao Ramal Saracuruna.

## Plataformas
- Plataforma 1A: Sentido Saracuruna
- Plataforma 1B: Sentido Central